# Maciej Kozierowski
Maciej Kozierowski (ur. 17 lutego 1945 w Poznaniu) – polski fizyk, profesor nauk fizycznych o specjalności naukowej optyka nieliniowa oraz optyka kwantowa.

## Życiorys
Studia z fizyki ukończył na Uniwersytecie im. Adama Mickiewicza w Poznaniu w 1968 roku. Stopień doktora nauk fizycznych uzyskał na nieistniejącym już Wydziale Matematyki, Fizyki i Chemii UAM w 1974 roku, a  pięć lat później stopień doktora habilitowanego. Tytuł profesora nauk fizycznych otrzymał w 1991 roku. Od 1998 roku, do przejścia na wcześniejszą emeryturę zawodową w 2006 roku, zatrudniony był na Wydziale Fizyki UAM na etacie profesora zwyczajnego. Przez jedną kadencję był członkiem Zarządu Oddziału Poznańskiego Polskiego Towarzystwa Fizycznego (1974–1977). W latach 1981–1982 był wykładowcą w Libii. W latach 1984–86 członek Komisji Nauk Fizycznych Oddziału Poznańskiego Polskiej Akademii Nauk. Zagraniczne staże naukowe odbywał w Zjednoczonym Instytucie Badań Jądrowych w Dubnej (1986) oraz w Instytucie im. P. Lebiediewa Rosyjskiej Akademii Nauk w Moskwie (1987–1990). W latach 1991–1993 członek Komisji Programowej Uniwersytetu Otwartego UAM.
Opracował i wdrożył na Wydziale Fizyki UAM pakiet ECTS (Europejski System Transferu Punktów), stanowiący podstawę wymiany studenckiej w ramach programu Erasmus. W latach 1998–2005 sekretarz Uniwersyteckiej Komisji Akredytacyjnej (UKA), powołanej przez KRUP (Konferencja Rektorów Uniwersytetów Polskich). Dzięki ufundowaniu przez ambasadę amerykańską w Warszawie krótkoterminowego stypendium rządowego wizytował w Filadelfii (Middle States Commission on Higher Education) i Waszyngtonie osiem instytucji rządowych i pozarządowych, odpowiedzialnych za jakość kształcenia i akredytację w amerykańskim szkolnictwie wyższym.
Współpracował z Laboratorium Optyki Uniwersytetu Palackiego w Ołomuńcu, Centrum Badawczym CNRS Paul Pascal Uniwersytetu Bordeaux, Departamentem Optyki Uniwersytetu Complutense w Madrycie oraz z jednostkami naukowymi w Azerbejdżanie i Meksyku. Był recenzentem prac dla: Physical Review Letters, Physical Review (A, B), Journal Optical Society of America B oraz pięciu periodyków europejskich, w tym Physics Letters A.

## Odznaczenia i wyróżnienia
- Złoty Krzyż Zasługi (1989),
- Odznaka Honorowa Miasta Poznania (1979),
- Wyróżniony 4 indywidualnymi i 2 zespołowymi ministerialnymi nagrodami naukowymi (1975, 1978, 1980, 1986, 1994, 1996).

## Wybrane publikacje
Jest autorem ponad 100 publikacji naukowych i komunikatów konferencyjnych, m.in.:
- M. Kozierowski, R. Tanaś, Quantum fluctuations in second-harmonic light generation, „Optics Communications”, 21 (2), 1977, s. 229–231, DOI: 10.1016/0030-4018(77)90269-3 [dostęp 2024-05-26] (ang.).
- M. Kozierowski, Violation of the Cauchy-Schwarz inequality and anticorrelation effect in second-harmonic generation, „Physical Review A”, 36 (6), 1987, s. 2973–2975, DOI: 10.1103/PhysRevA.36.2973, ISSN 0556-2791 [dostęp 2024-05-26] (ang.).
- S.M. Chumakov, M. Kozierowski, J.J. Sanchez-Mondragon, Analytical approach to the photon statistics in the thermal Jaynes-Cummings model with an initially unexcited atom, „Physical Review A”, 48 (6), 1993, s. 4594–4597, DOI: 10.1103/PhysRevA.48.4594, ISSN 1050-2947 [dostęp 2024-05-26] (ang.).
- M. Kozierowski, Polarization Properties of Hyper‐Rayleigh and Hyper‐Raman Scatterings, Myron Evans, Stanislaw Kielich (red.), wyd. 1, t. 85, Wiley, styczeń 1993, s. 127–157, DOI: 10.1002/9780470141434.ch4., ISBN 978-0-471-57548-1 [dostęp 2024-05-26] (ang.).
- M. Kozierowski, S.M. Chumakov, Photon statistics in spontaneous emission for the Dicke model in a lossless cavity and the generation of the Fock state, „Physical Review A”, 52 (5), 1995, s. 4194–4201, DOI: 10.1103/PhysRevA.52.4194, ISSN 1050-2947 [dostęp 2024-05-26] (ang.).
- M. Kozierowski, J.F. Poyatos, L.L. Sánchez-Soto, Generation of sub-Poissonian and squeezed fields in the thermal superposition Jaynes-Cummings model, „Physical Review A”, 51 (3), 1995, s. 2450–2458, DOI: 10.1103/PhysRevA.51.2450, ISSN 1050-2947 [dostęp 2024-05-26] (ang.).

oraz współredaktorem pracy zbiorowej 
- Stanisław Kielich, Maciej Kozierowski (red.), Spektroskopia wielofotonowa. II, Poznań: Wydawnictwo Naukowe Uniwersytetu im. Adama Mickiewicza, 1987 (Seria fizyka, nr 57), ISBN 978-83-232-0048-2, ISBN 83-232-0048-3, OCLC 35485032 (pol.). Brak numerów stron w książce